# 미국특허분류
미국특허분류(美國特許分類, United States Patent Classification, UPC)는 미국특허청에서 국제특허분류(IPC)와 함께 사용하는 독자적인 특허분류이다. 미국특허분류(UPC)는 국제특허분류(IPC)가 만들어지기 이전인 1831년부터 미국에서 자체적으로 사용하던 특허분류체계로서 발명을 분류하기 위한 코드였으며, 응용분야, 기능, 효과, 구조의 관점으로 분류된다. 분류개소는 약 15만개로 화학, 전기전자, 기계분야를 망라하고 있다. 미국특허분류(UPC)는 미국특허청(USPTO) 보관됨 2001-03-05 - 웨이백 머신에서 조회가 가능하다.
UPC는 청구항에 중심을 두고 분류되기 때문에 발명과 관련된 기술의 관점에서 분류되는 IPC와는 다르며, 국제특허분류(IPC)가 산업구분을 기준으로 하였다면 미국특허분류(UPC)는 기능을 중심으루 분류하여 선행기술조사 시에 더 정확한 검색결과를 얻을 수 있다. 또한 미국특허분류(UPC)는 한 달에 한 번씩 개정되기 때문에 국제특허분류(IPC)에 비해 좀 더 유연하게 기술의 변화에 맞는 특허분류가 부여되어 특허검색에 유용하게 사용될 수 있다.

## UPC 구조
UPC는 클래스(Clas)와 서브클래스(Subclass)로 구성되어 있고 클래스와 서브클래스는 사선(/)으로 구분된다. 예를 들면 다음 표와 같다.
| 구분     | 구분 | 계층구조                                                        |
| -------- | ---- | --------------------------------------------------------------- |
| Class    | 349  | Liquid crystal cells, elements and systems particular structure |
| SubClass | 56   | Paticular structure                                             |
| SubClass | 84   | · Having significant detail of cell structure only              |
| SubClass | 104  | · · Filter                                                      |
| SubClass | 106  | · · · Color filter                                              |

대부분 특허분류에서는 도트(Dot)개수로 계층구조를 표시하는데 미국특허분류(UPC)에서 도트(Dot)를 사용한다. 위 표에서 나타는 것과 같이 도트(Dot)가 계층구조의 앞에 표시된다. 이러한 도트(Dot)는 한 개 적은 도트를 갖는 최근접 상위 서브클래스에 포함되는 것으로 간주해야 한다.
예를 들어 미국특허분류 349/106은 도트개수가 3개이고, 도트가 하나 적은 최근접 상위 서브클래스인 349/104에 포함되고, 349/104는 도트가 하나 적은 최근접 상위 서브클래스인 349/84에 포함되고 349/04는 349/56에 포함되므로, 미국특허분류 349/106은 도트개수가 하나씩 적은 서브클래스 104, 84, 56을 하나의 연속된 계층구조로 보아야 한다.
미국특허분류(UPC)는 '클래스(3자리)/서브클래스(3자리)'로 표시된다고 하였지만 변형된 형식도 존재한다. 변형된 형식은 대부분 기존 특허분류를 더 세분화하는 과정에서 생겨난 것이다.
| 종류           | 설명                                                             | 표기형식 예 |
| -------------- | ---------------------------------------------------------------- | ----------- |
| Digest         | 클래스에는 속하나 어떤 서브클래스에도 속하지 않는 것을 분류한 것 | DIG7        |
| Alpha Subclass | 미국 심사관들이 기존 서브클래스를 세분화하여 분류한 것           | 15R         |
| Dot            | 미국 심사관들이 기존 서브클래스를 세분화하여 분류한 것           | 156/62.6    |

한국의 경우에 디자인분류는 특허분류와 별개의 분류체계를 가지고 있으나, 미국은 UPC에 디자인분류가 보함되어 있으며 디자인분류는 영문자'D'가 붙어있다.

## UPC 분류기준
특허분류를 사용하여 특허조사를 하는 경우에 사용할 특허분류를 선택하는 것은 아주 중요한 일이다. 미국특허분류(UPC)는 응용(Application)위주와 기능(Function)위주의 관점을 혼합한 절충형의 관점을 취한 IPC와는 달리 청구항을 중심(기능 지향)으로 분류를 결정하기 때문에, UPC와 IPC는 다소 차이가 있을 수 있으므로 유의하여 사용하여야 한다.

### 청구항 중심(기능 지향)
UPC는 출원관리부서의 분류담당자가 1차적으로 분류한 뒤, 특허청 심사관이 2차적으로 분류를 실시하며 분류 기준은 청구항 중심(기능 지향)이 된다.

### 다중분류
특허분류의 주목적은 검색을 용이하게 하는 것으로 발명주제를 오직 한가지 관점에 따라 분류하는 것은 발명주제와 여 ㄴ관된 다른 구성요소를 배제하는 것이 되어 불완전한 검색결과를 초래한다. 따라서 특허문헌의 내용에 따라 기재되는 정보를 ㅏ나 이상의 분류기호로 표기하여 발명주제(공정, 생산물, 장치 혹은 물질)의 서로 다른 카테고리의 분류개소에 포함되는 것이 바람직하다.

## UPC 활용
미국허분류(UPC)는 1831년 미국에서 자체적으로 사용해 왔으며, 청구항에 중심을 두고 분류되기 때문에 응용분야, 기능, 효과, 구조의 관점으로 분류된다.
1968년에 국제적으로 통일된 분류기준은 국제특허분류(IPC)가 되입되었다. 이에 미국 특허를 IPC에 의해 분류할 수 있도록 만들어진 IPC/UPC 대비표를 만들었지만, 두 제도 자체의 차이점 및 갱신방법상의 차이점으로 인하여 몇몇 심각한 문제가 발생하였다. 더욱이 UPC에 상호참조가 도입되면서 IPC/UPC를 비평하는 것이 더욱 어려워졌다.
미국특허분류(UPC) 이후에 국제특허분류(IPC)가 되입되었으나 위와같은 이유로 자국의 특허분류인 UPC에 더 치중하고 있는 실정이므로, 미국 특허조사의 경우 IPC만으로 조사하는 것은 잘못된 결과를 초래할 수 있기 때문에 IPC와 UPC를 모두 사용하여 조사하는 것이 바람직하다.

## 같이 보기
- 국제특허분류
- 선진특허분류
- 일본독자분류
- 유럽특허분류